# Young Marble Giants
Young Marble Giants fue una banda de post-punk formada en Cardiff, Gales.

## Historia
La banda se formó cuando Stuart Moxham volvió al sur de Gales, tras haber vivido en Alemania. Stuart y Phil se unieron a bandas de covers, una de las cuales, True Wheel, contaba con la vocalista Alison Statton. Stuart decidió formar un nuevo grupo, y reclutó a su hermano y a Alison. Grabaron una maqueta en 1979, la cual llevaba versiones poco pulidas de los temas que después aparecerían en el álbum Colossal Youth. La maqueta fue puesta en venta en el año 2000 en la colección Salad Days, bajo la marca de Vinyl Japan. 
El nombre (Young Marble Giants) proviene de un libro que describe a los kuros, antiguas estatuas griegas que representaban la juventud. 
El carácter anticomercial de la banda hizo que esta nunca persiguiera el lujo ni la fama, aun cuando lograron una buena cantidad de seguidores. Una de las frases que traduce este espíritu es la de Stuart Moxhan en 1980: "Young Marble Giants es una reacción a todo lo exitoso de nuestros días".
Aun siendo poco frecuentes las presentaciones en vivo, hicieron una gira por América y Europa. Se separaron, debido a diferencias musicales y tensiones, tras la gira americana.
Los miembros de la banda siguieron tocando, ocasionalmente juntos, y planearon una reunión en marzo de 2001 para coincidir con el aniversario número 25 de Rough Trade; sin embargo, no lo llevaron a cabo. Y aun cuando es difícil conseguir sus discos, siguen siendo de gran influencia. Kurt Cobain, de Nirvana, fue uno de sus más famosos admiradores. Gruff Rhys, de Super Furry Animals, los ha entrevistado y Hole hizo una versión de Credit In The Straight World en su álbum Live Through This.

## Discografía
- 1980: Colossal Youth
- 1980: Final Day
- 1981: Testcard EP
- 1991: Peel Sessions
- 2000: Salad Days
- 2004: Live at the Hurrah!